# Onyx von Schaffhausen

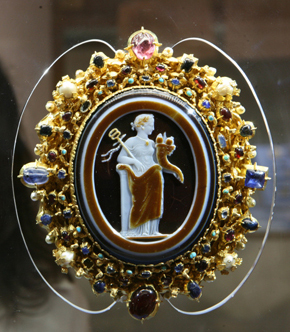
Onyx von Schaffhausen

Der Onyx von Schaffhausen ist ein antiker Kameo, der zu den bedeutendsten Werken der Glyptik der  augusteischen Zeit zählt und ist einer der Höhepunkte in der Ausstellung des Museums zu Allerheiligen in Schaffhausen. Im 13. Jahrhundert erhielt der Kameo eine kunstvolle Gold- und Silberfassung sowie den gepunzten Revers.
Das 15,5 cm × 13 cm messende Stück wird heute in die 1. Hälfte des 1. Jahrhunderts n. Chr. datiert, die Fassung soll um 1240 entstanden sein. Es trägt die Inventarnummer 16375 des Museums und wurde in der als „Schatzkammer“ genutzten Michaelskapelle zentral im Chorbereich präsentiert. Seit der Erneuerung der Dauerausstellung 2010 befindet sich der Onyx in der Mitte des Kreuzsaals im 2. Obergeschoss des Nordflügels.

## Beschreibung

### Der Kameo
Die 9,5 cm × 8 cm große, hochovale Reliefdarstellung ist als Glyptik gearbeitet und zeigt auf der Vorderseite die barfuß stehende Pax Augusta, das kaiserliche Friedensregiment symbolisierend, oder auch Göttin Felicitas, die Glück und Fruchtbarkeit verkörpert. Sie steht mit dem rechten Ellenbogen auf einen Pilaster gelehnt und hält in ihrem linken Arm ein Füllhorn, in ihrer Rechten den Hermesstab mit daran geknoteter heiliger Binde, dem Zeichen der höchsten Gewalt. Sie selbst trägt eine Gemme um den Hals und auf dem Kopf einen Kranz, der sowohl aus Lorbeerblättern als auch aus Eichenlaub geflochten ist. In der Römischen Mythologie stehen diese Insignien für Sieg, souveräne Macht und Treue. Sie kann als Allegorie des Friedens gedeutet werden.
Ihr Gesicht ist als Profil gestaltet. Ihr Kopf und der Blick ist leicht nach unten geneigt, die jungenhaft kurzen Haare hinten zu einem dünnen Dutt zusammengebunden. Sie trägt ein hauchdünnes, locker bis zum Boden fallendes Kleid, das unter der Brust gerafft ist. Der rechte Träger ist von ihrer Schulter gerutscht. Um die Hüfte ist mit festerem Stoff ein Tuch geschlungen, mit dem sie ihren rechten Arm auf dem Pfeiler polstert.
Bei diesem Schmuckstein handelt es sich um einen sogenannten Lagenstein, in diesem Fall um einen arabischen Sardonyx, eine Varietät des Quarzes. An der Grenzlinie unterschiedlich gefärbter Lagen (dunkel–hell–dunkel) ist er mit dem Reliefbild versehen worden. Der Onyx in den Farben blau und braun wurde ursprünglich wahrscheinlich als Mantelschliesse getragen. Auf der Rückseite sind noch Reste der Mechanik zu sehen.

### Der Falkner

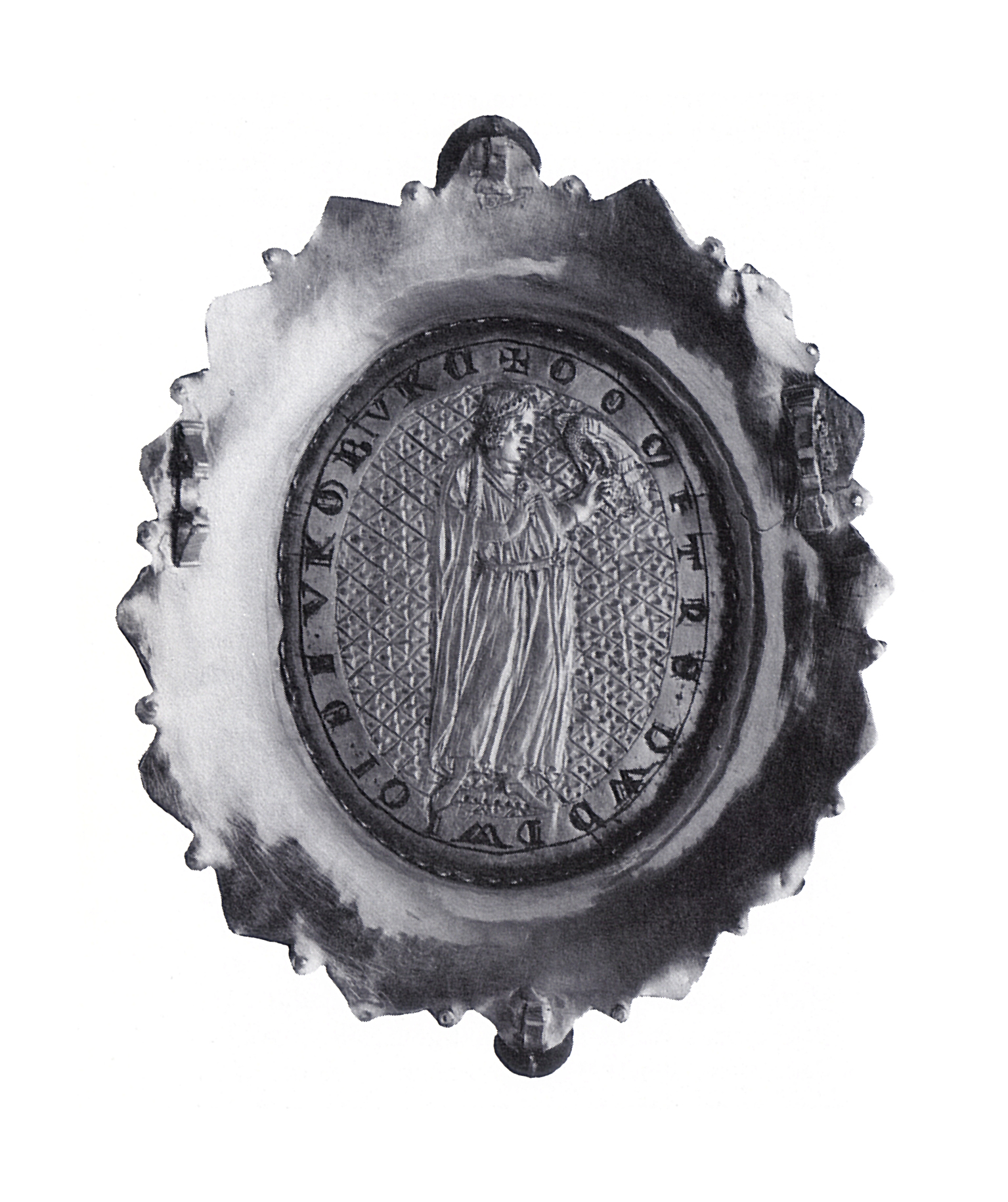
Der Falkner in Silber auf der Rückseite

Die Rückseite besteht aus einer silbervergoldeten Platte, in die ein Stehender (eventuell ein Ritter) „in langem, faltenreichem Hauskleide mit Mantel und Brustkleinod, einem Blumenkranz auf dem Haupte und den Falken auf der behandschuhten Linken“ graviert wurde. Der Hintergrund ist mit mosaikartigen Rhomben und Kreuzen gefüllt. Die in vorgezeichnete Rahmenlinien geritzte Umschrift lautet: ✠COMITIS LVDIWICI DE VROBURC und bedeutet „(Besitz) des Grafen Ludwig von Froburg“. Dem Text vorangestellt ist als Invokation das Symbol des Kreuzes. Der Text beginnt oben und verläuft im Uhrzeigersinn um die abgebildete Person, die Versalhöhe beträgt 5–6 mm. Dieser Text wurde vermutlich im 16. Jahrhundert verändert, unter Umständen, um Besitzverhältnisse zu verschleiern. Die Veränderungen erfolgten, indem die vorhandenen Buchstaben durch zusätzliche Linien zu anderen Buchstaben verändert wurden, was so allerdings keinen Sinn mehr ergibt. Der veränderte Text lautet: ✠OOMETRS DWDDIWIOI DE VKOBUKO. Trotzdem lässt sich die Originalbeschriftung recht gut rekonstruieren.
Die Darstellung als Falkner würde auf Friedrich II. passen, dessen Herrschaftsgebiet auch Sizilien umfasste, denn er besaß Falken und verfasste das Buch De arte venandi cum avibus („Über die Kunst, mit Vögeln zu jagen“), doch wahrscheinlich stammt die Rückseite von Graf Ludwig III. oder seinem Sohn, Graf Ludwig IV. Möglich ist auch, dass die Gravuren auf der Rückseite verschiedene Generationen veranlassten: Der Falkner als ältestes Gestaltungselement wäre dann unter Friedrich II. entstanden, die Umschrift unter Ludwig III./IV. Die dort abgebildete Person würde somit den damaligen Besitzer Friedrich II. darstellen, aufgrund der Umschrift beanspruchte aber offensichtlich auch einer der beiden Ludwigs dieses Konterfei.
Diese Darstellung einschließlich der Umschrift entspricht der Gestaltung der von Ludwig III. († 1256/1259) und Ludwig IV. verwendeten Siegel, allerdings ohne das einleitende Wort SIGILLVM.

### Die Goldfassung
Diese Kamee besitzt eine Goldfassung, die mit 54 Edelsteinen, Halbedelsteinen und zusätzlich Perlen besetzt ist, hauptsächlich mit Saphir, Türkis, Granat und Lapis Lazuli, von denen insgesamt drei fehlen. In bestimmtem Blickwinkel lassen sich in der Goldeinfassung mehrere Adler- und Löwenfiguretten erkennen.
Es fällt auf, dass der Besatz mit den Edelsteinen sehr gleichmässig erfolgt ist. In jedem Viertelbogen der ganzen Rosette befinden sich jeweils vier gleichartige Steine, sodass insgesamt die Summe von 16 entsteht. So sind  die inneren drei Reihen von gleichartigen Steinen besetzt – also zusammen 48 Stück –, während der äussere Kranz alternierend verschiedene Steine innehat; ebenfalls insgesamt 16 Stück. Ausserdem befinden sich dazwischengesetzt abwechselnd jeweils 16 kleine Perlen.

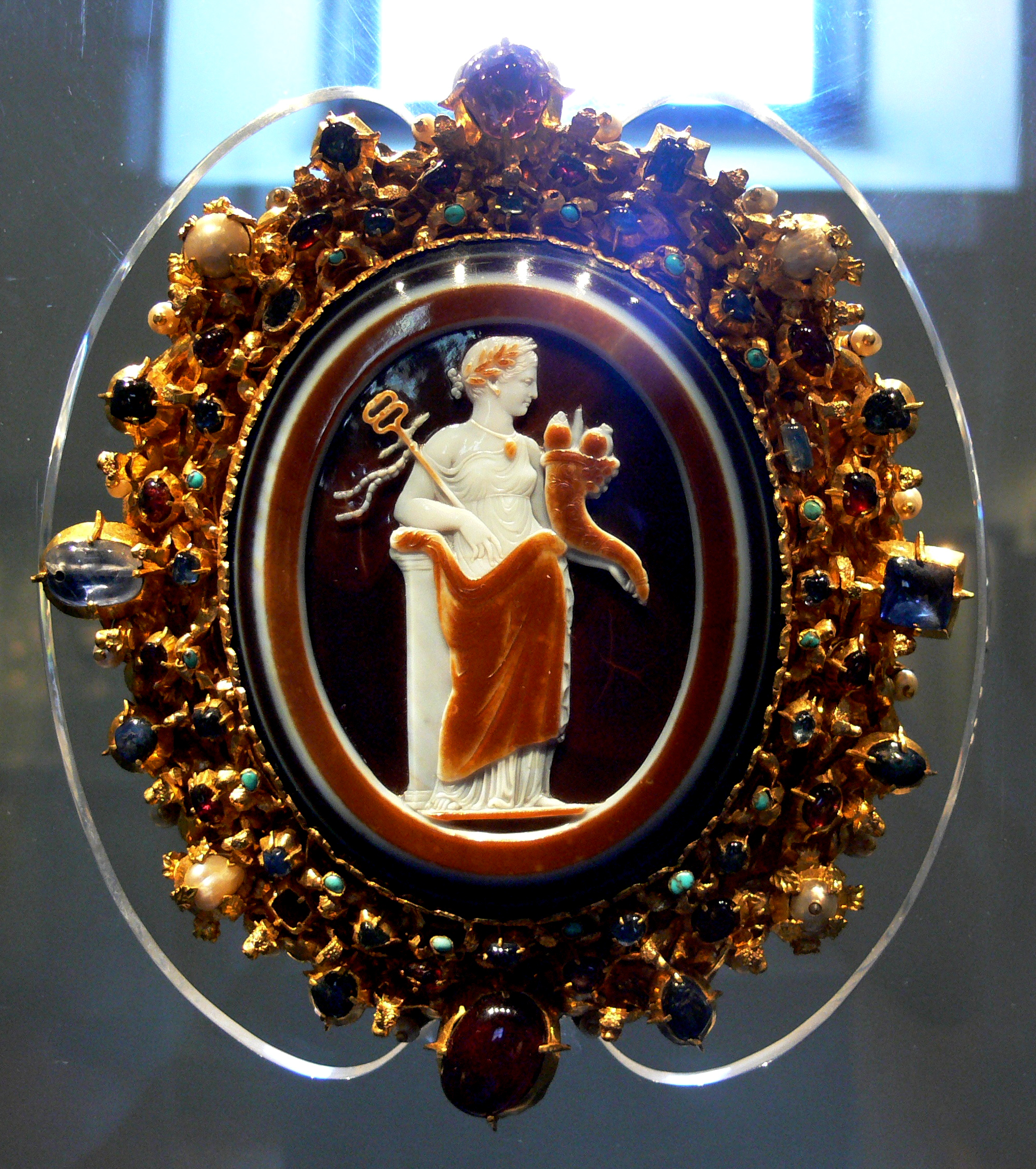
Front
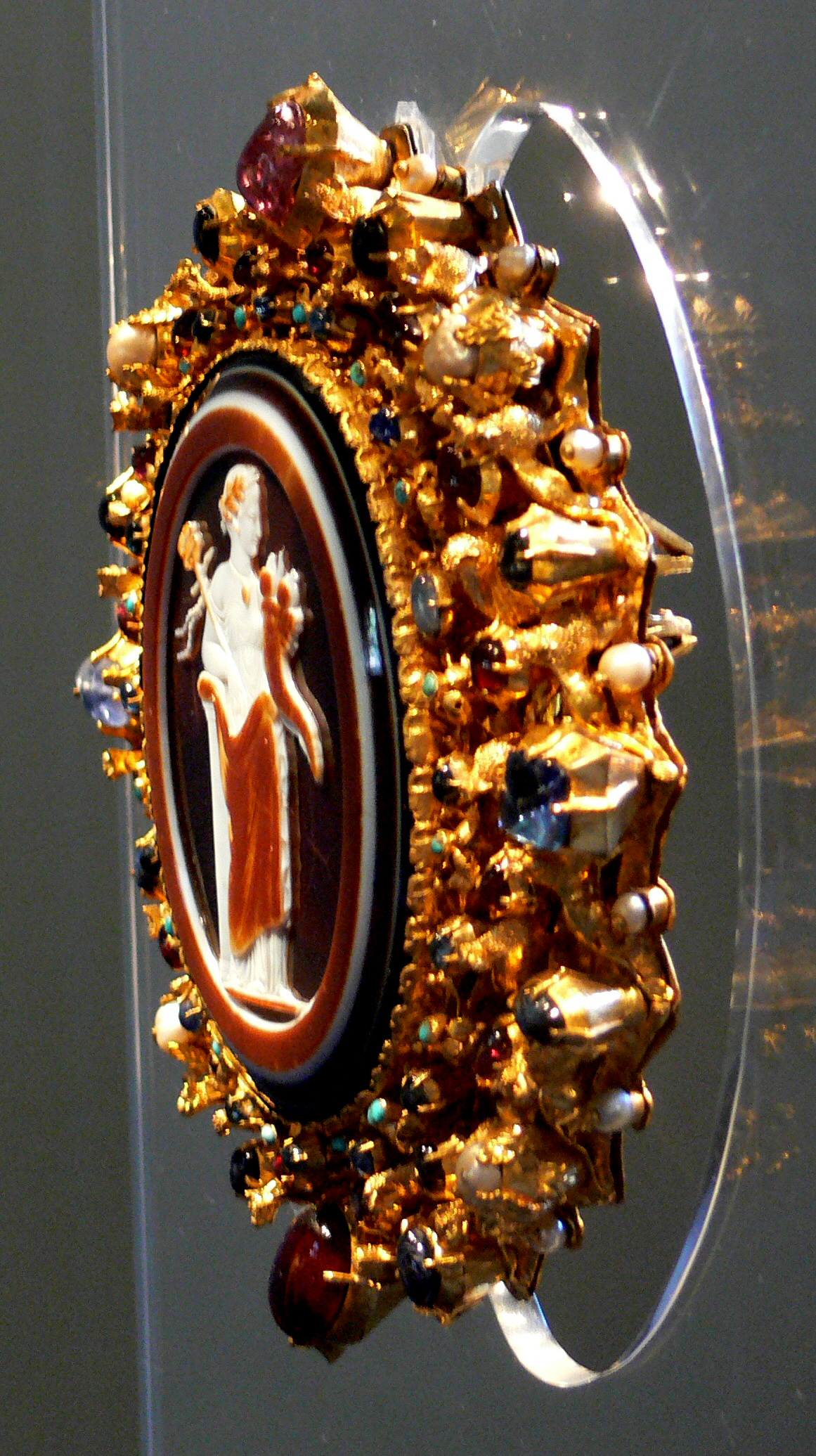
Schrägansicht

## Besitzgeschichte
Die Entstehung oder gar der Künstler der Kamee lassen sich heute nicht mehr ermitteln, ebenso der Weg, wie der Schmuckstein in den Besitz von Friedrich II. gekommen ist, dem ältesten heute noch bekannten Eigentümer. Wie Friedrich mit seinen weitreichenden Besitzungen und seinem hohen künstlerischen Interesse an diese Kamee gelangt ist, bleibt Spekulation. Nach Kettler wurde womöglich in einer Straßburger Werkstatt die Goldfassung hinzugefügt, ein Zeichen der Wertschätzung, die man damals der Antike entgegenbrachte.
Nach Knoepfli wird Ludwig III. oder Ludwig IV. der Frohburger als weiterer Besitzer genannt. Bei Bildindex der Kunst und Architektur wird sie als „Beutestück aus der Schlacht von Grandson“ bezeichnet. Durch Schenkung oder Erbschaft kam das Stück 1279 an die Witwe von Heinrich III., Herr von Rappoltstein, die noch im selben Jahr in das Kloster Paradies oberhalb von Schaffhausen eintrat. Dazu zählen die Goldeinfassung sowie die Gravur der Rückseite.
Mit der Reformation gingen die Schätze und Archivalien des Klosters, darunter auch die Kamee, in städtischen Besitz über. Seit 1616 lässt sie sich mit der Bezeichnung „Ein Goldin Klainot mit Edelgestainen Versetz N.N. genandt“ in den Archiven der Stadt verfolgen, ab 1740 unter der Bezeichnung „Onyx“. 1799 verwahrte sie Johannes von Müller in seinem Schreibtisch. Mit der Aufhebung des Stadtstaates Schaffhausen kam der Onyx in den Besitz des Kantons und wurde im Staatsarchiv aufbewahrt. Trotz mehrerer attraktiver Kaufanfragen wurde er nicht veräussert und befindet sich seit 1928 als Dauerleihgabe in der Ausstellung des Museums zu Allerheiligen. Seither verliess er das Museum nur für die Ausstellung Heiliges Römisches Reich Deutscher Nation im Kunsthistorischem Museum Magdeburg im Jahr 2006. 

## Bewertung
Das Kleinod steht ganz in der Tradition des griechischen und römischen Kunsthandwerks. Über viele Jahrhunderte sind ähnliche Darstellungen zu finden, die sich nur geringfügig voneinander unterscheiden. Die wahrscheinlich aus dem arabischen Raum stammende Technik des Kameenschnittes wurde von antiken Kunsthandwerkern übernommen und variiert. Statt Achat verwendeten sie später Lagensteine, die, an der richtigen Position bearbeitet, auf kleinstem Raum eindringliche Kunstwerke hervorbringen.
Die Goldschmiedearbeit aus einer wahrscheinlich Straßburger Werkstatt ist mit vielen weiteren Stücken dieser Zeit vergleichbar, sowohl was die Ausstattung als auch die Kunstfertigkeit angeht. In erster Linie sind im Vergleich sakrale Kunstgegenstände zu nennen, so auch das sogenannte „Wettinger Prachtkreuz“ aus der Abtei Wettingen-Mehrerau, das äußerlich die gleiche Beschmückung besitzt.